# Coop (Charmed)
Coop es un personaje ficticio de la serie de televisión Charmed. El personaje de Coop, interpretado por Victor Webster, es un cupido.
Los cupidos son una raza de seres mágicos asociados con el amor. Coop fue enviado por los Ancianos para ayudar a Phoebe Halliwell con su vida amorosa. Él le dio consejo y la llevó al pasado a visitar a sus antiguos amores (Cole Turner, Dex Lawson, etc.), de manera que ella pudiese amar de nuevo.
Phoebe y Coop se terminan enamorando, aunque a los cupidos les está prohibido enamorarse de humanos, de la misma manera que a los luces blancas se les prohibía enamorarse, casarse, y sobre todo, tener hijos con sus protegidos; pero esto cambio después de que Piper Halliwell y Leo Wyatt se casaran y tuvieran hijos, y se supiera que Patty Halliwell y Sam eran los padres de Paige Matthews. En un principio, Phoebe no admitía su amor por Coop, pero en episodios posteriores empieza a reconocerlo. 
En el último capítulo de la serie (Forever Charmed) se reveló que su amor estaba realmente planeado por los Ancianos como una manera de recompensar a Phoebe por todo lo que ellos le habían hecho pasar como una bruja. En el mismo episodio, en el cual se muestran las futuras vidas de las tres hermanas, se muestra la boda de Phoebe y Coop (oficiada por un ángel del destino) y las tres hijas que finalmente tienen.
- Datos: Q2571079